# Дени, Морис
Морис Дени (фр. Maurice Denis; 25 ноября 1870, Гранвиль — 13 ноября 1943, Париж) — французский художник-символист, иллюстратор, историк и теоретик искусства.

## Биография
Морис Дени родился в 1870 году в Гранвиле. Его отец был железнодорожным служащим, мать работала модисткой. Вскоре после рождения Мориса его родители уезжают из Нормандии (позже возвращаясь туда лишь в летнее время) и поселяются близ Парижа в Сен-Жермен-ан-Ле. Здесь юный Дени начинает учиться; затем продолжает свое образование в лицее Кондорсе. В 1888 году Дени поступил в Академию Жюлиана, а затем в школу Изящных искусств. Он берет уроки живописи, копирует работы других мастеров, получает солидные знания в области литературы, посещает лекции по философии, увлекается трудами Бергсона и Шопенгауэра.
В академии он завязывает дружбу с Серюзье, Рансоном, Боннаром, вновь встречает Вюйяра и Русселя, которых знает ещё по лицею. Эти молодые художники составят ядро группы Наби, поддерживая тесные контакты с поэтами-символистами, композиторами и театром авангарда. Они рядятся в экзотические одежды, проводят сеансы спиритизма и обсуждают на своих собраниях проблемы искусства. Кредо содружества «пророков» Морис Дени формулирует в статье, опубликованной в 1890 году в журнале «Ар э критик» («Искусство и критика»). Избрав объектом размышления Пюви де Шаванна, Дени приходит к выводу, что роль художника заключается не в рабском подражании природе, а в «визуализации» грёз, — мысль, уже высказанная символистами. В 1891 году художник участвовал в выставке в галерее Лебарка под названием «Импрессионисты и символисты».
В июне 1893 года Морис Дени женится на Марте Мерье, которая позже станет матерью его 7-х детей. Молодожёны отправляются в свадебное путешествие в Бретань, где Морис написал много картин и куда в последующем любил возвращаться для работы и отдыха. В качестве моделей для многих своих произведений Дени использовал свою супругу Марту. 
Дени и Серюзье всё чаще ищут покой и творческое удовлетворение в умиротворяющей природе Бретани. В то же время Боннар, Вюйяр и Валлоттон погружаются в бурную жизнь столицы и стремятся в своём искусстве запечатлеть дух эпохи. Противоречия между этими двумя группами художников достигли апогея на выставке в галерее Дюран-Рюэля в 1899 году. Отныне каждый из набидов пойдёт в искусстве собственной дорогой. Однако на всю оставшуюся жизнь между художниками сохранятся дружеские отношения — те, которые когда-то легли в основу их творческого союза.
В 1895 году он совершает первое из своих многочисленных путешествий, отправившись в Италию, куда часто будет возвращаться. В 1903 году вместе с Серюзье едет в Германию и в монастырь Бейрон, где они изучают секреты искусства бенедиктинцев, основанного на геометрии и «священных мерах». Будучи в Провансе вместе с К. К. Русселем, знакомится с Сезанном и Ренуаром. В 1909 году он уехал в Москву, чтобы установить заказчику серию панно «История Психеи». В 1913 году Дени работал над росписью потолков театра на Елисейских полях, в 1917 году расписал церковь Сен-Поль в Женеве.
В 1908 году Дени покупает в Бретани виллу «Силенсио» («Тишина»), где периодически проводит по нескольку месяцев. В 1919 году после долгой болезни умирает его жена Марта. В 1922 году Дени женится на Элизабет Гратеролл, от этого брака у него будет ещё двое детей. В 1919 году Дени основал Мастерскую церковного искусства. В 20-е и 30-е годы Дени в основном оформляет церкви, пишет труды по теории искусств, читает лекции, путешествует. В 1924 году Дени расписал купол Пти-Пале, а ещё через четыре года он выполнил роспись плафона лестницы здания Сената в Париже. В 1932 году художник получил звание академика живописи.
Морис Дени погиб 13 ноября 1943 года под колесами сбившего его грузовика.

## Творчество
Вместе с Пьером Боннаром, Полем Серюзье и Эдуаром Вюйаром Морис Дени основал художественную группу Наби и считается самым видным её теоретиком. В соответствии с идеями этого художественного направления Дени писал картины, отличавшиеся простотой форм, мягкостью линий и бледностью красок. Дени писал фрески, работал с графикой, иллюстрировал книги и стремился к возрождению религиозного искусства. Свойственное Дени преклонение перед женщиной, особая целомудренность идеализированных, почти вневременных женских образов служили основанием для его сравнения с Фра Анжелико. Сам Дени замечает: «Одной картины этого итальянского примитивиста достаточно, чтобы напомнить нам в водовороте жизни, что такое душа и какими чудесными могут быть её проявления». Морис Дени изображал сцены из мирской жизни, однако это не мешало ему оставаться глубоко религиозным по духу художником, что ощущается в его портретах.
Дени сочетал творчество художника с писательской деятельностью. Будучи теоретиком символизма, он опубликовал множество статей, объединённых в книги «Теории» (1912), «Новые теории» (1922) и «История религиозного искусства» (1939). Дневник живописца, который он вёл всю жизнь, начиная с 14 лет, свидетельствует о серьёзных научных размышлениях, касающихся теории искусства. Эти работы оказали значительное влияние на молодых художников. 
Более 15 000 документов, в основном, писем, из личного архива Мориса Дени, хранящиеся в его доме-музее, были оцифрованы и размещены на веб-сайте ведомственного архива.

## Известные высказывания
- «Символизм — это искусство выражать с помощью пластических знаков и внушать с помощью живописных средств идеи, ощущения и чувства».
- «Помните, что картина, прежде чем стать боевой лошадью, обнаженной женщиной или каким-нибудь анекдотом, является, по существу, плоской поверхностью, покрытой красками, положенными в определённом порядке»[5].

## Работы Мориса Дени в музеях России
Целый ряд работа Мориса Дени хранятся в собраниях Государственного Эрмитажа в Санкт-Петербурге и Пушкинского музея в Москве. В Эрмитаже, помимо отдельных картин, хранится цикл из 13 панно, а также керамические вазы и мебель, сделанные по эскизам Дени, которые предназначались для украшения концертного зала особняка купца-коллекционера Морозова на Пречистенке в Москве. В настоящее время панно смонтированы в Эрмитаже в отдельном зале, в порядке, который позволяет восстановить первоначальный замысел Дени.

## Галерея
- «Бахус и Ариадна», 1907, Государственный Эрмитаж
- «Галатея или Погоня», 1908, Дом-музей Мориса Дени «Приорат», Сен-Жермен-ан-Ле
- Панно из серии «История Психеи», Государственный Эрмитаж
- «Принцесса в башне», 1914, Дом-музей Мориса Дени «Приорат»
- Вечер на террасе, 1921, Дом-музей Мориса Дени «Приорат»
- «Завтрак», 1901, Штеделевский художественный институт, Франкфурт-на-Майне
- «Дань уважения Сезанну», 1900, Музей Орсе, Париж
- Портрет Эдгара Дега, Музей современного искусства (Труа), Франция
- «Призвание апостолов», 1906, Дом-музей Мориса Дени «Приорат»
- «Святой источник в Гиделе», ок. 1905, Государственный Эрмитаж
- «Месса», ок. 1890, Музей Орсе
- «Зелёный Христос», 1890, Музей Орсе